# Дело ГКЧП
Дело ГКЧП — судебное разбирательство над членами Государственного комитета по чрезвычайному положению СССР и их соучастниками за попытку госпереворота в 1991 году, известную как Августовский путч. Некоторыми также отмечался, как политический «процесс века».
Одно из громких судебных процессов в истории современной России над группой высокопоставленных деятелей СССР, арестованных после поражения ГКЧП в Августовских событиях и обвинённых в «государственной измене».
Обвиняемых защищала группа из наиболее именитых адвокатов, где на стороне формального руководителя ГКЧП Геннадия Янаева выступал — Aбдулла Хамзаев, заслуженный юрист РСФСР и старший советник Генерального прокурора СССР в отставке.

## Предыстория

### События 18—21 августа 1991
Организация в 1991 году 18 августа неконституционного органа власти Государственный комитет по чрезвычайному положению, руководителями которого выступили Геннадий Янаев и де-факто Владимир Крючков, в чьи цели входило пресечение Нового союзного договора и сохранение целостности СССР в противовес политики перестройки Михаила Горбачёва. Ввод войск и объявление Янаева исполняющим обязанности президента привели к массовым стихийным протестам со стороны населения и большинства политиков, продолжавшихся вплоть до самороспуска ГКЧП 21 августа.

### Арест (22–29 августа)
22 августа президиум Верховного Совета СССР квалифицировал действия ГКЧП, как заговор и попытку государственного переворота, постановив заключить под стражу инициаторов путча и активно содействоваших им. В тот же день были арестованы Геннадий Янаев, Владимир Крючков, Дмитрий Язов и Александр Тизяков. Впоследствии покончили с собой министр внутренних дел СССР Борис Пуго (вместе с женой) и народный депутат Кручина Николай, а также согласно различным данным маршал и военный советник президента Советского Союза Сергей Ахромеев. Гений Агеев, руководивший изоляцией президента СССР Михаила Горбачева, был госпитализирован. 23 августа были задержаны Валентин Павлов, Олег Бакланов, Василий Стародубцев, Валентин Варенников, Валерий Болдин, Олег Шенин. По 29 августа были задержаны Анатолий Лукьянов, Владимир Медведев, Юрий Прокофьев, Николай Калинин, Виктор Грушко, Валентин Купцов, Вячеслав Генералов. Все они были помещены в следственный изолятор № 1 «Матросскую Тишину» (ФКУ «СИЗО-1 УФСИН РФ по г. Москве»), расследование продолжалось до 14 января 1992.
В декабре 1991 года дело в отношении генерала Николая Калинина было прекращено. 10 января 1992 года Виктор Грушко был освобождён из-под стражи по состоянию здоровья. С июня 1992 года по январь 1993 года остальные обвиняемые были отпущены под подписку о невыезде. 15 декабря 1992 уголовное дело № 18/6214-91 по обвинению причастных к ГКЧП в 144 томах поступило в Военную коллегию Военного Суда Российской федерации. Помимо всего, Генеральный прокурор Валентин Степанков совместно с главным следователем по процессу Евгением Лисовым выпустили книгу «Кремлевский заговор», в которой предварительно озвучивался обвинительный приговор в отношении фигурантов дела. В связи с нарушением должностных полномочий и разглашением секретных сведений Степанков был отстранён от должности.

## Разбирательство

Судебная коллегия по делу ГКЧП под председательством А. Т. Уколова

Первое судебное заседание начато 14 апреля 1993 г. Возглавлял суд заместитель председателя Верховного суда Российской Федерации — Уколов Анатолий, подсудимым было предъявлено обвинение по «Статье 64. УК РСФСР. Измена Родине». В частности:
- Янаев, Геннадий Иванович – по статьям 64 п. «а», 171 ч.2. 175 УК РСФСР.
- Лукьянов, Анатолий Иванович – по статьям 64 п. «а», 171 УК РСФСР.
- Павлов, Валентин Сергеевич – по статье 64 п. «а» УК РСФСР.
- Крючков, Владимир Александрович – по статьям 64 п. «а», 260 п. «б» УК РСФСР.
- Язов, Дмитрий Тимофеевич – по статьям 64 п. «а», 260 п. «б» УК РСФСР.
- Шенин, Олег Семёнович – по статье 64 п. «а» УК РСФСР.
- Бакланов, Олег Дмитриевич – по статье 64 п. «а» УК РСФСР.
- Варенников, Валентин Иванович – по статье 64 п. «а» УК РСФСР.
- Плеханов, Юрий Сергеевич – по статьям 64 п. «а», 260 п. «б»  УК РСФСР.
- Генералов, Вячеслав Владимирович – по статьям 64 п. «а», 260 п. «б»  УК РСФСР.
- Тизяков, Александр Иванович – по статье 64 п. «а» УК РСФСР.
- Стародубцев, Василий Александрович – по статье 64 п. «а» УК РСФСР.

Материалы в отношении Болдина Валерия Ивановича и Грушко Виктора Фёдоровича не рассматривались и были выделены в отдельное судопроизводство.

### Представители сторон
Со стороны защиты выступала группа адвокатов: А.М. Хамзаев, которого Варенников называл одним из сильнейших адвокатов страны, Г. П. Падва, являвшийся вице-президентом Союза адвокатов СССР, Г. М. Резник — председатель МГКА, также Ю. П. Иванов, А. М. Гофштейн, А. П. Галоганов, Н. М. Пилипенко, А. С. Абельдяев, Н.В. Печенкин, И. И. Мацкевич, П. Я. Крайний, А. К. Шмырев, Д. Д. Штейнберг, Е. Ю. Львова, В. В. Халмаш, Ю. Б. Поздеев, Г. Г. Каджардузов, И. П. Грицюк. На стороне Валерия Болдина и Виктора Грушко выступали такие адвокаты, как Ю. М. Боровков и А. В. Клигман. В знак поддержки у здания суда также собрались несколько тысяч митингующих. Процесс привлек особый интерес у зарубежных СМИ, которых не допускали к суду.
Обвинительная сторона, представленная от Генеральной прокуратуры РСФСР, вместе с руководителем группы Эдуардом Денисовым состояла из Л. М. Сюкасева, О. Т. Анкудинова, Р. Р. Барсегяна, А. Б. Данилова, В. П. Митюшова, В.Н. Пронина, В. В. Смыкова, В. Е. Фадеева. Также 10 экспертов, давших заключения по обстоятельствам гибели в дни путча Владимира Усова, Ильи Кричевского и Дмитрия Комаря, 8 потерпевших (родственники погибших). В качестве свидетелей было вызвано 120 человек, среди которых первыми давали показания Михаил Горбачев, Руслан Хасбулатов, Александр Руцкой.

### Процесс
Геннадий Янаев и его адвокат Абдулла Хамзаев потребовали об отводе состава суда и привлечения независимой стороны обвинения, объясняя тем, что Верховный суд РФ не является правопреемником Верховного суда СССР и не может рассматривать дела вышестоявщих деятелей СССР. К тому же Анатолий Лукьянов объявил об отказе давать показания, если требование не будет удовлетворено — его адвокат Генрих Падва выразил мнение, что судьи могут быть заинтересованы в деле.
Народные заседатели по своему положению являются подчиненными нынешнего министра обороны России генерала армии Грачева, а тот, в свою очередь, проходил по делу как свидетель, следовательно, народные заседатели не могут объективно исследовать показания Грачева, роль которого в событиях 19–20 августа неоднозначна.Заявление А. Хамзаева
Ходатайство о смене судейского состава не было воспринято, Военная коллегия не увидела законных оснований для удовлетворения просьбы. Однако требование о пересмотре обвинительной стороны было одобрено. 18 мая 1993 года коллегией было вынесено решение об отводе всего состава государственных обвинителей. Впрочем позднее суд заявил, что прежний прокурорский состав будет возобновлён, определив при этом, что «в ходе разбирательства будет учитываться их заинтересованность в исходе». В процессе также обсуждался президент СССР, ответчики заявили, что Михаил Горбачев был в курсе создания ГКЧП и не препятствовал этому.
Когда после провала путча членов ГКЧП допрашивали, они каялись в содеянном, но потом с помощью адвокатов выработали линию защиты — все валить на Горбачева.Заявление М. Горбачева
Процесс несколько раз прерывался из-за различных причин участников, вследствие чего в отношении Геннадия Янаева и Александра Тизякова было выделено отдельное судопроизводство. Помимо, генеральная прокуратура выдвинула дело на дополнительное доследование, но суд отвёл апелляцию. Дело вновь возобновилось 7 октября после событий 3-4 октября 1993 года. Было подано ходатайство о возвращении подсудимым наград и орденов, однако суд так же отклонил прошение. Спустя месяц для показаний были вызваны Владимир Крючков, Дмитрий Язов и Олег Шенин, допрос длился до февраля 1994 года.
Я стремился не допустить развала государства и армии. Этим было вызвано мое участие в совещании на объекте КГБ 17 августа, где обстановка в стране была оценена как критическая.Показания Д. Язова
10 января 1994 года скончался один из фигурантов дела Агеев Гений Евгеньевич. 17 февраля на допрос был вызван Валентин Варенников. Варенников сообщил, что никакого штурма Белого дома не готовилось и схема выдвижения к нему войск не разрабатывалась.
23 февраля 1994 года Государственная дума РФ I созыва «в целях национального примирения, достижения гражданского мира и согласия» объявила амнистию в отношении лиц, обвиняемых по делу участников ГКЧП и причастных к нему, кроме того были амнистированы участники столкновения с милицией в Москве 1 мая 1993 года, а также члены Верховного Совета РФ за участие в октябрьских событиях. Против данного решения выступали члены фракции Выбор России и президент РФ Борис Ельцин, который требовал отозвать распоряжение.

## Решение

### Амнистия ГКЧП
Постановление Государственной Думы от 23 февраля 1994 года №65-1 ГД «Об объявлении политической и экономической амнистии», позже определив «Объявление амнистии в связи с принятием Конституции РФ» (№63-1 ГД). В общей сложности было амнистировано 350 тыс. человек, в том числе участники путча 18-21 августа, что вызвало возмущение у президентского окружения. В марте председатель суда Анатолий Уколов вынес решение об освобождении из-под стражи фигурантов и прекращении уголовного дела. Генеральная прокуратура выразила протест по данному постановлению, который далее был передан и внесён в Президиум Верховного суда РФ. Причиной указывалось нарушение по применению акта амнистии в отношении подсудимых без вынесения обвинительного приговора и завершения разбирательства. Протест был удовлетворен, после чего дело было направлено на новое рассмотрение.
Последнее заседание по процессу ГКЧП проходило 6 мая 1994 года, в котором вновь было озвучено определение по амнистированию участников путча и прекращении судебного дела под председательством судьи Виктора Александровича Яськина. Однако Валентин Варенников отказался принимать амнистию, объясняя тем, что не собирается признавать обвинения, но вместе с тем отметив, что готов принять акт лишь в случае, если будет возбуждено уголовное дело по развалу СССР. В отношении Варенникова было выделено отдельное судебное разбирательство.

### Суд над Варенниковым
В феврале 1994 года Валентин Варенников стал единственным из подсудимых по делу ГКЧП, который отказался принять амнистию.
22 июня 1994 года на заседании Варенникову были оглашены обвинения в причастности разработки штурма Верховного совета России, задержании Бориса Ельцина и попытках ввести чрезвычайное положение на западных территориях Украины. К процессу в качестве свидетеля был привлечен Михаил Горбачев. В показаниях экс-президент заявил, что не считает инициатором генерала Варенникова, а был лишь «втянут путчистами». В пользу подсудимого свидетельствовали и сами амнистированные члены ГКЧП, которые подтвердили то, что он действовал по их приказу, в частности Дмитрия Язова. Наряду с этим в августе государственный обвинитель Аркадий Данилов решил отказаться от обвинений за отсутствием состава преступления. Основанием выступило то, что Варенников действовал «в условиях крайней необходимости». Суд вынес оправдательный приговор.

## Комментарии
Фигуранты дела и участники путча:
1. ↑  Согласно показаниям Владимира Крючкова, создание политического органа обсуждалось ещё в 1989 году.
Члены ГКЧП: Г. Янаев, В. Крючков, Д. Язов, О. Бакланов, В. Павлов, Б. Пуго, В. Стародубцев, А. Тизяков.
2. ↑  • Янаев Геннадий Иванович — вице-президент СССР. 
• Крючков Владимир Александрович — Председатель КГБ СССР. 
• Язов Дмитрий Тимофеевич — Министр обороны СССР. Маршал Советского Союза. 
• Тизяков Александр Иванович — Вице-президент Научно-промышленного союза СССР.
3. ↑  • Пуго Борис Карлович — министр внутренних дел СССР.
• Кручина Николай Ефимович — народный депутат, Герой Социалистического Труда.
• Ахромеев Сергей Фёдорович — маршал и военный советник президента СССР
• Павлов Валентин Сергеевич — премьер-министр СССР. 
• Бакланов Олег Дмитриевич — министр общего машиностроения СССР. Первый заместитель председателя Совета обороны СССР. 
• Стародубцев Василий Александрович — народный депутат СССР. Герой Социалистического Труда. 
• Болдин Валерий Иванович — заведующий Общим отделом ЦК КПСС, руководитель Аппарата Президента СССР.
• Варенников Валентин Иванович — генерал армии, Главнокомандующий Сухопутными войсками, заместитель Министра обороны СССР.
 • Шенин Олег Семёнович — член Политбюро ЦК КПСС, секретарь ЦК КПСС.
4. ↑  • Агеев Гений Евгеньевич — генерал-полковник, первый заместитель председателя КГБ СССР.
• Лукьянов Анатолий Иванович — председатель Верховного Совета СССР; его обращение транслировалось по ТВ и радио вместе с основными документами ГКЧП.
• Медведев Владимир Тимофеевич — генерал-майор, начальник охраны Горбачёва.
• Прокофьев Юрий Анатольевич — член Политбюро ЦК КПСС, 1-й секретарь МГК КПСС.
• Калинин Николай Васильевич — генерал-полковник, командующий Московским военным округом, военный комендант от ГКЧП в Москве.
• Грушко Виктор Фёдорович — генерал-полковник, первый заместитель председателя КГБ СССР.
• Купцов Валентин Александрович — 1-й секретарь ЦК КП РСФСР, секретарь ЦК КПСС, заведующий отделом ЦК КПСС по работе с общественно-политическими организациями.
• Генералов Вячеслав Владимирович — генерал-майор, начальник охраны резиденции Горбачёва в Форосе.

Примечания по процессу:
1. ↑  • Статья 171. Превышение власти или служебных полномочий.
• Статья 175. Должностной подлог.
• Статья 260. Злоупотребление властью, превышение власти и халатное отношение к службе.
2. ↑  Генеральная прокуратура рекомендовала выделить 1021 свидетеля